# Salomonische Fußballnationalmannschaft (U-17-Junioren)
Die salomonische U-17-Fußballnationalmannschaft ist eine Auswahlmannschaft salomonischer Fußballspieler. Sie unterliegt der Solomon Islands Football Federation und repräsentiert sie international auf U-17-Ebene, etwa in Freundschaftsspielen gegen die Auswahlmannschaften anderer nationaler Verbände, bei U-17-Ozeanienmeisterschaften und U-17-Weltmeisterschaften.
Die Mannschaft wurde 1993 Vize-Ozeanienmeister und belegte viermal den dritten Platz der Ozeanienmeisterschaft (1997, 1999, 2005 und 2011). Im September 2018 qualifizierte sich die Mannschaft zum ersten Mal für die U-17-Weltmeisterschaft, welche 2019 in Brasilien stattfindet.

## Teilnahme an U-17-Weltmeisterschaften
(Bis 1989 U-16-Weltmeisterschaft)
| 1985 | nicht teilgenommen |
| 1987 | nicht teilgenommen |
| 1989 | nicht teilgenommen |
| 1991 | nicht teilgenommen |
| 1993 | nicht qualifiziert |
| 1995 | nicht qualifiziert |
| 1997 | nicht qualifiziert |
| 1999 | nicht qualifiziert |
| 2001 | nicht qualifiziert |
| 2003 | nicht qualifiziert |
| 2005 | nicht qualifiziert |
| 2007 | nicht teilgenommen |
| 2009 | nicht teilgenommen |
| 2011 | nicht qualifiziert |
| 2013 | nicht qualifiziert |
| 2015 | nicht qualifiziert |
| 2017 | nicht qualifiziert |
| 2019 | Vorrunde           |
| 2023 | nicht qualifiziert |

## Teilnahme an U-17-Ozeanienmeisterschaften
(Bis 1989 U-16-Ozeanienmeisterschaft)
| 1983   | nicht teilgenommen |
| 1986   | nicht teilgenommen |
| 1989   | nicht teilgenommen |
| 1991   | nicht teilgenommen |
| 1993   | 2. Platz           |
| 1995   | 4. Platz           |
| 1997   | 3. Platz           |
| 1999   | 3. Platz           |
| & 2001 | Vorrunde           |
| & 2003 | Vorrunde           |
| 2005   | 3. Platz           |
| 2007   | nicht teilgenommen |
| 2009   | nicht teilgenommen |
| 2011   | 3. Platz           |
| & 2013 | zurückgezogen      |
| & 2015 | Vorrunde           |
| & 2017 | Halbfinale         |
| & 2018 | 2. Platz           |
| 2023   | nicht teilgenommen |